# Anomalepis
Anomalepis — рід змій родини американських сліпунів (Anomalepididae). Представники цього роду мешкають в Центральній і Південній Америці.

## Види
Рід Anomalepis нараховує 4 види:
- Anomalepis aspinosus Taylor, 1939
- Anomalepis colombia Marx, 1953
- Anomalepis flavapices Peters, 1957
- Anomalepis mexicana Jan, 1860

## Етимологія
Наукова назва роду Anomalopus походить від сполучення слів дав.-гр. ανωμαλος — нерівний, неправильний і λεπις — луска.